# فرانك إيفانز (مصارع ثيران)
فرانك إيفانز (بالإنجليزية: Frank Evans)‏ هو مصارع ثيران بريطاني، ولد في 18 أغسطس 1948 في سالفورد في المملكة المتحدة.